# 太子堂駅
太子堂駅（たいしどうえき）は、宮城県仙台市太白区にある、東日本旅客鉄道（JR東日本）東北本線の駅である。
常磐線と仙台空港鉄道仙台空港線に乗り入れる列車の利用も可能である。
当駅 - 仙台駅間は仙台市地下鉄との代替輸送（振替輸送）対象路線に指定されており、当駅は富沢駅(西へ1.5km地点)が代替輸送指定駅とされている。東北本線のうち当駅前後の区間が運転見合わせとなった場合は、仙台市地下鉄南北線（富沢駅 - 仙台駅）への振替乗車が認められる場合がある。

## 歴史
- 1995年（平成7年）6月：新駅に関する覚書を締結。
- 1997年（平成9年）6月：基本設計協定を締結。
- 2002年（平成14年）6月：施行協定を締結（高架部）。
- 2005年（平成17年）10月：施行協定を締結（駅部）。
- 2007年（平成19年）3月18日：開業[2][3]。平日1日当たり上下228本の普通列車が停車する[2]。
- 2021年（令和3年）11月30日：みどりの窓口の営業を終了[4]。
- 2024年（令和6年）10月1日：えきねっとQチケのサービスを開始[1][5]。

### 駅名の由来
仮称は「南長町駅」であったが、既に地下鉄南北線で「長町南」という駅があったことと、現在の地名である「太子堂」（近辺にあった祠の名前から命名）の方が地元の認知度が高いためこの名称となった。なお、「太子堂」は現存しない。

## 駅構造
島式ホーム1面2線（9両編成対応）の高架駅である。仙台市長町地区における再開発事業「あすと長町」（旧長町機関区）の一環として、仙台市と都市再生機構がJRに対して設置を要請した「請願駅」であり、隣の長町駅とは1キロメートル弱の距離である。再開発による東北本線長町駅付近高架化と同時に建設が行われ、高架線そのものは2006年（平成18年）9月18日に開通した。
仙台地区センターが管理し、JR東日本東北総合サービスが受託する業務委託駅である。自動券売機、自動改札機（Suica、えきねっとQチケ対応）、自動精算機、エレベーター1基、エスカレーター2基、多目的トイレが設置されている。
JRの特定都区市内制度における「仙台市内」の駅である。
- 営業形態 - 出面（でづら）2名（日勤1名、泊り1名）
- 線路形状 - 縦断0％、線形上り（直線）・下り（R=4000）
- 建設費 - 約11億円（仙台市・都市機構）（Suicaソフト改修費除く）
- 都市施設 - 交通広場（約2500平方メートル）、駐輪場（約1100平方メートル）

### のりば
| 番線 | 路線                 | 方向 | 行先                     |
| ---- | -------------------- | ---- | ------------------------ |
| 1    | ■ 東北本線           | 下り | 仙台・小牛田方面         |
| 2    | ■ 東北本線           | 上り | 白石・福島方面           |
| 2    | ■ 常磐線             | 上り | 亘理・原ノ町・いわき方面 |
| 2    | ■ 仙台空港アクセス線 | 上り | 仙台空港方面             |

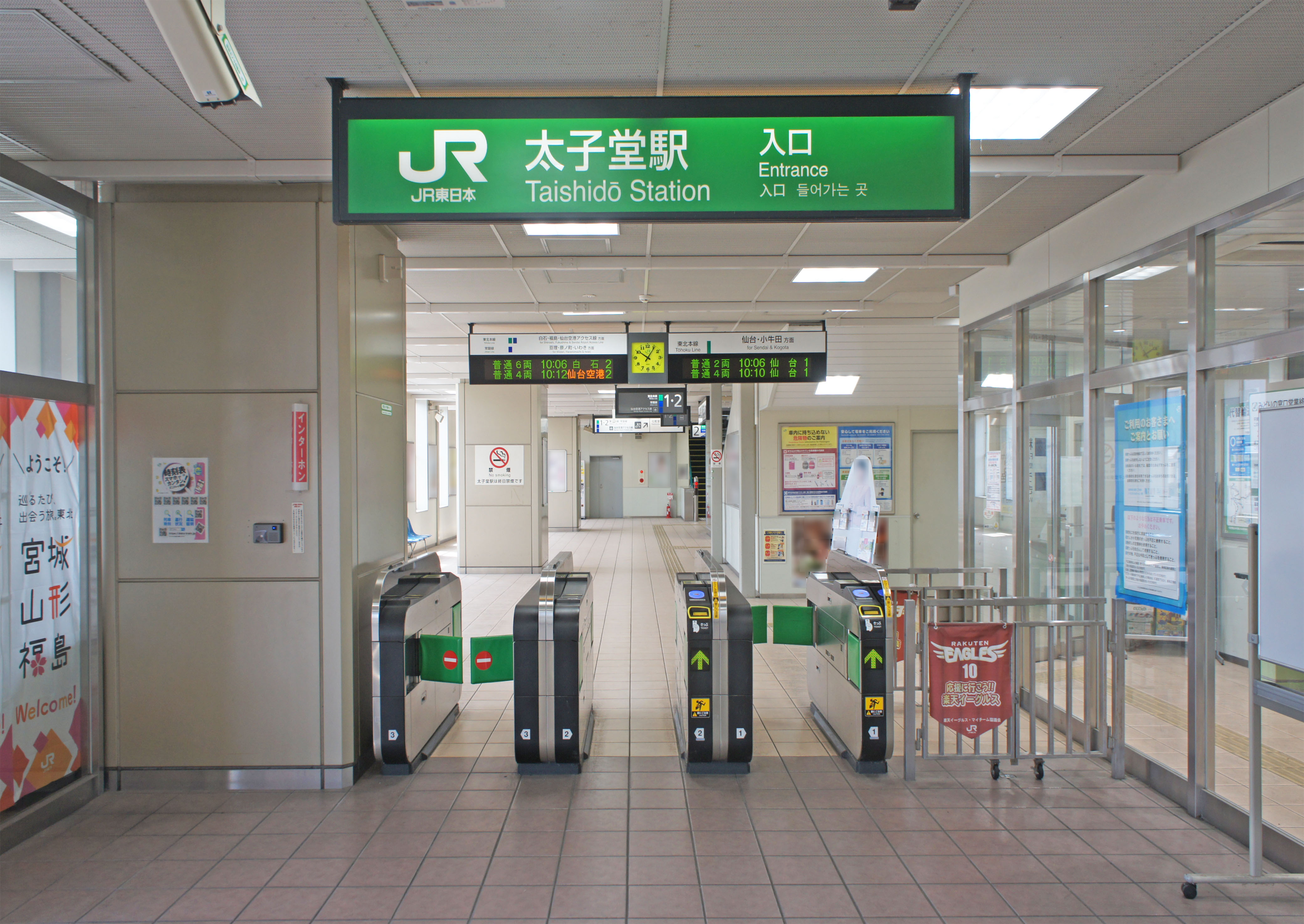
改札口（2022年4月）
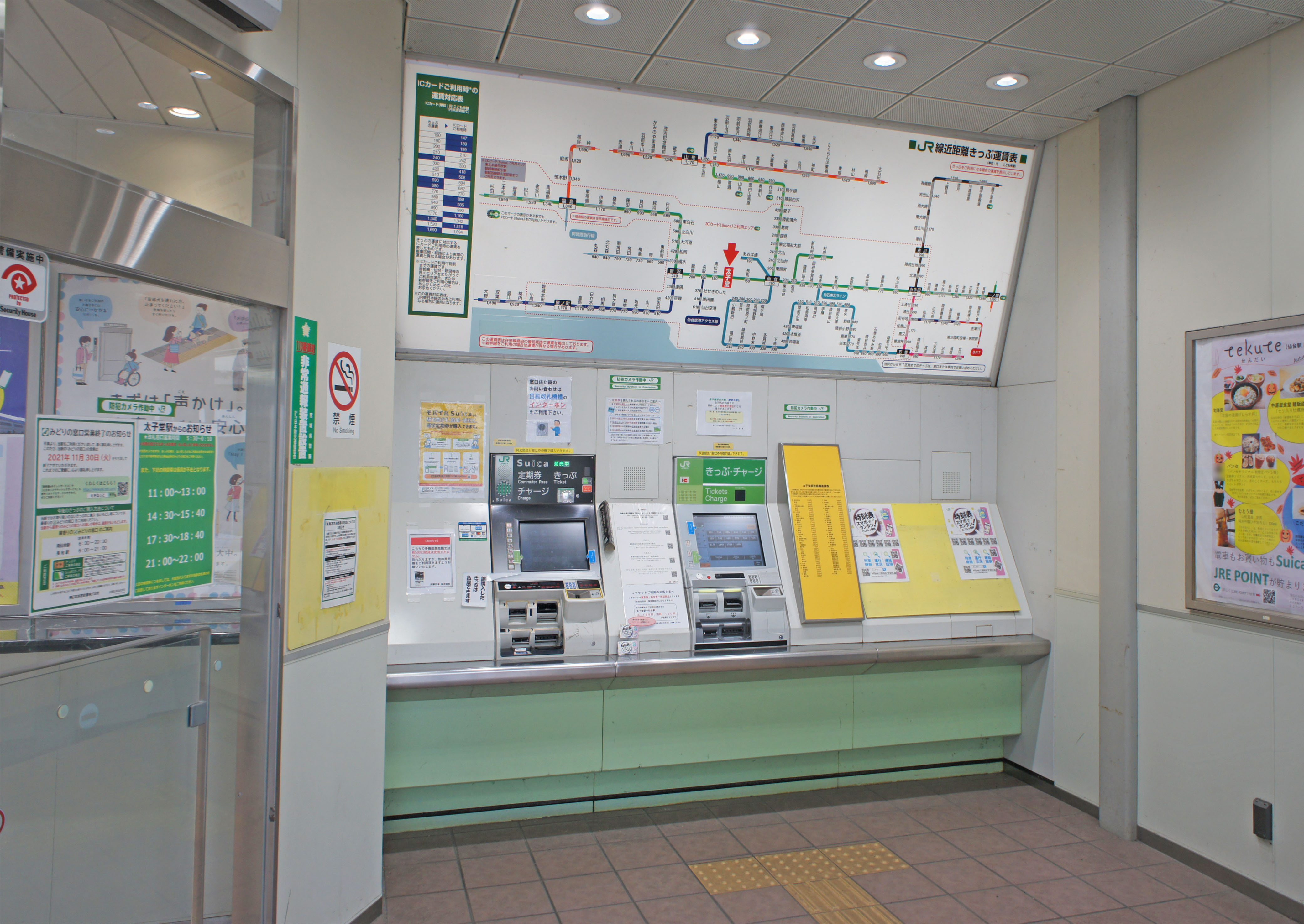
自動券売機（2022年4月）
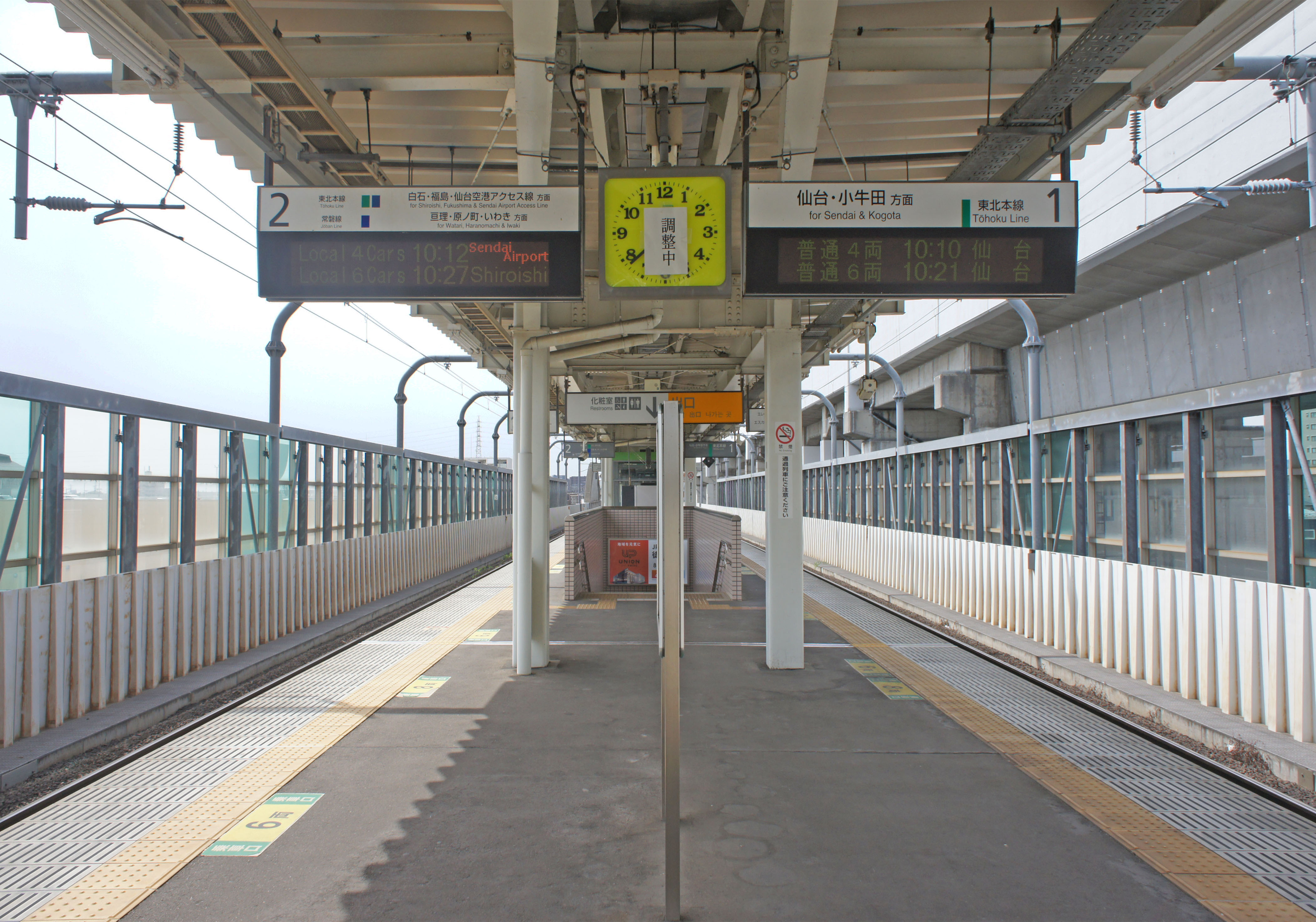
ホーム（2022年4月）

## 利用状況
JR東日本によると、2023年度（令和5年度）の1日平均乗車人員は4,118人である。
開業後以降の推移は以下のとおりである。
| 1日平均乗車人員推移 | 1日平均乗車人員推移 | 1日平均乗車人員推移 | 1日平均乗車人員推移 | 1日平均乗車人員推移 |
| 年度                | 定期外              | 定期                | 合計                | 出典                |
| ------------------- | ------------------- | ------------------- | ------------------- | ------------------- |
| 2006年（平成18年）  |                     |                     | 1,637               | [ 利用客数 2 ]      |
| 2007年（平成19年）  |                     |                     | 1,774               | [ 利用客数 3 ]      |
| 2008年（平成20年）  |                     |                     | 2,273               | [ 利用客数 4 ]      |
| 2009年（平成21年）  |                     |                     | 2,487               | [ 利用客数 5 ]      |
| 2010年（平成22年）  |                     |                     | 2,549               | [ 利用客数 6 ]      |
| 2011年（平成23年）  |                     |                     | 2,595               | [ 利用客数 7 ]      |
| 2012年（平成24年）  | 958                 | 1,910               | 2,869               | [ 利用客数 8 ]      |
| 2013年（平成25年）  | 1,020               | 2,083               | 3,104               | [ 利用客数 9 ]      |
| 2014年（平成26年）  | 1,086               | 2,248               | 3,335               | [ 利用客数 10 ]     |
| 2015年（平成27年）  | 1,164               | 2,389               | 3,553               | [ 利用客数 11 ]     |
| 2016年（平成28年）  | 1,170               | 2,507               | 3,677               | [ 利用客数 12 ]     |
| 2017年（平成29年）  | 1,270               | 2,666               | 3,760               | [ 利用客数 13 ]     |
| 2018年（平成30年）  | 1,270               | 2,666               | 3,936               | [ 利用客数 14 ]     |
| 2019年（令和元年）  | 1,245               | 2,762               | 4,007               | [ 利用客数 15 ]     |
| 2020年（令和02年）  | 890                 | 2,482               | 3,373               | [ 利用客数 16 ]     |
| 2021年（令和03年）  | 1,026               | 2,553               | 3,580               | [ 利用客数 17 ]     |
| 2022年（令和04年）  | 1,220               | 2,658               | 3,878               | [ 利用客数 18 ]     |
| 2023年（令和05年）  | 1,327               | 2,791               | 4,118               | [ 利用客数 1 ]      |

1日平均乗車人員（単位：人/日）

## 駅周辺
- 名取川

東口
- トーキン本店
- 仙台諏訪郵便局
- 宮城県道273号仙台名取線
- 仙台市立東長町小学校
- 東北労働金庫長町支店
- 東北電気保安協会
- ヨークベニマル 太子堂店

西口
- 仙台市地下鉄南北線富沢駅
- 仙台長町六郵便局
- 仙台大野田郵便局
- 仙台市立大野田小学校
- 仙台市営バス・宮城交通「太子堂駅前」停留所

## 隣の駅
東日本旅客鉄道（JR東日本）
■東北本線・■常磐線・■仙台空港アクセス線（常磐線は岩沼駅 - 仙台駅間、仙台空港アクセス線は名取駅 - 仙台駅間東北本線）
□快速
通過
■普通
南仙台駅 - 太子堂駅 - 長町駅

### 記事本文
1. 1 2 3 4  「駅の情報（太子堂駅）：JR東日本」東日本旅客鉄道。2024年8月25日時点のオリジナルよりアーカイブ。2024年9月24日閲覧。
2. 1 2 3  「2007年3月 ダイヤ改正について (PDF)」（プレスリリース）、東日本旅客鉄道、2006年12月22日。2020年5月28日閲覧。
3. 1 2  「鉄道記録帳 2007年3月」『RAILFAN』第656号、鉄道友の会、2007年6月1日、26頁。
4. ↑  「駅の情報（太子堂駅）：JR東日本」東日本旅客鉄道。2021年11月12日時点のオリジナルよりアーカイブ。2021年11月12日閲覧。
5. ↑  「Suicaエリア外もチケットレスで! 東北エリアから「えきねっとQチケ」がはじまります (PDF)」（プレスリリース）、東日本旅客鉄道、2024年7月11日。2024年8月1日閲覧。
6. 1 2 3  「JR東日本：駅構内図・バリアフリー情報（太子堂駅）」東日本旅客鉄道。2024年9月24日閲覧。

### 利用状況
1. 1 2  「各駅の乗車人員 2023年度 101位以下（3）| 企業サイト：JR東日本」東日本旅客鉄道。2025年8月1日閲覧。
2. ↑  「JR東日本：各駅の乗車人員（2006年度）」東日本旅客鉄道。2025年8月1日閲覧。
3. ↑  「JR東日本：各駅の乗車人員（2007年度）」東日本旅客鉄道。2025年8月1日閲覧。
4. ↑  「JR東日本：各駅の乗車人員（2008年度）」東日本旅客鉄道。2025年8月1日閲覧。
5. ↑  「JR東日本：各駅の乗車人員（2009年度）」東日本旅客鉄道。2025年8月1日閲覧。
6. ↑  「JR東日本：各駅の乗車人員（2010年度）」東日本旅客鉄道。2025年8月1日閲覧。
7. ↑  「JR東日本：各駅の乗車人員（2011年度）」東日本旅客鉄道。2025年8月1日閲覧。
8. ↑  「JR東日本：各駅の乗車人員（2012年度）」東日本旅客鉄道。2025年8月1日閲覧。
9. ↑  「各駅の乗車人員 2013年度 ベスト100以外（4）：JR東日本」東日本旅客鉄道。2025年8月1日閲覧。
10. ↑  「各駅の乗車人員 2014年度 ベスト100以外（4）：JR東日本」東日本旅客鉄道。2025年8月1日閲覧。
11. ↑  「各駅の乗車人員 2015年度 ベスト100以外（4）：JR東日本」東日本旅客鉄道。2025年8月1日閲覧。
12. ↑  「各駅の乗車人員 2016年度 ベスト100以外（3）：JR東日本」東日本旅客鉄道。2025年8月1日閲覧。
13. ↑  「各駅の乗車人員 2017年度 ベスト100以外（3）：JR東日本」東日本旅客鉄道。2025年8月1日閲覧。
14. ↑  「各駅の乗車人員 2018年度 ベスト100以外（3）：JR東日本」東日本旅客鉄道。2025年8月1日閲覧。
15. ↑  「各駅の乗車人員 2019年度 ベスト100以外（3）：JR東日本」東日本旅客鉄道。2025年8月1日閲覧。
16. ↑  「各駅の乗車人員 2020年度 101位以下（3）| 企業サイト：JR東日本」東日本旅客鉄道。2025年8月1日閲覧。
17. ↑  「各駅の乗車人員 2021年度 101位以下（3）| 企業サイト：JR東日本」東日本旅客鉄道。2025年8月1日閲覧。
18. ↑  「各駅の乗車人員 2022年度 101位以下（3）| 企業サイト：JR東日本」東日本旅客鉄道。2025年8月1日閲覧。